# Zink (musikinstrument)
 For alternative betydninger, se Zink (flertydig). (Se også artikler, som begynder med Zink)
En zink (også stavet sink) er en trætrompet, ottekantet med skindovertræk, med seks fingerhuller og et tommelfingerhul.
Den findes i to udgaver, en lige med mundstykket udskåret i selve røret, på italiensk kaldt cornetto diritto, og en svagt s-formet med påsat mundstykke, på italiensk kaldt cornetto curvo.
Zinken blev brugt af stadsmusikanter og til kirke- og kammermusik i 1500- og 1600-tallet.
Typer
- Lille zink (Cornettino)
- Zink
- Altzink
- Tenorzink (Lysarden)
- Baszink (Serpent)

Komponister, som har skrevet for zink:
- Heinrich Schütz
- Michael Praetorius
- Claudio Monteverdi
- Johann Sebastian Bach
- Giovanni Gabrieli